# Tolerancyjni partnerzy
Tolerancyjni partnerzy – amerykański thriller z 1992 roku.

## Główne role
- Kevin Kline – Richard Parker
- Kevin Spacey – Eddy Otis
- Mary Elizabeth Mastrantonio – Priscilla Parker
- Rebecca Miller – Kay Otis
- Forest Whitaker – David Duttonville
- E.G. Marshall – George Gordon
- Kimberly McCullough – Lori Parker
- Judson Vaughn – Max Roth